# Портадаун
Портада̀ун (на английски: Portadown; на ирландски: Port an Dúnáin) е град в югоизточната част на Северна Ирландия. Разположен е около река Бан в район Крейгейвън на графство Арма на 37 km западно от столицата Белфаст. На около 10 km северно от Крейгейвън се намира най-голямото езеро в Северна Ирландия Лох Ней. Има жп гара. Населението му е около 30 000 жители към 2001 г.

## Спорт
Представителният футболен отбор на града се казва ФК Портадаун. Дългогодишен участник е в ИФА Премиършип.